# Kanzel Mariä Himmelfahrt (Bad Tölz)

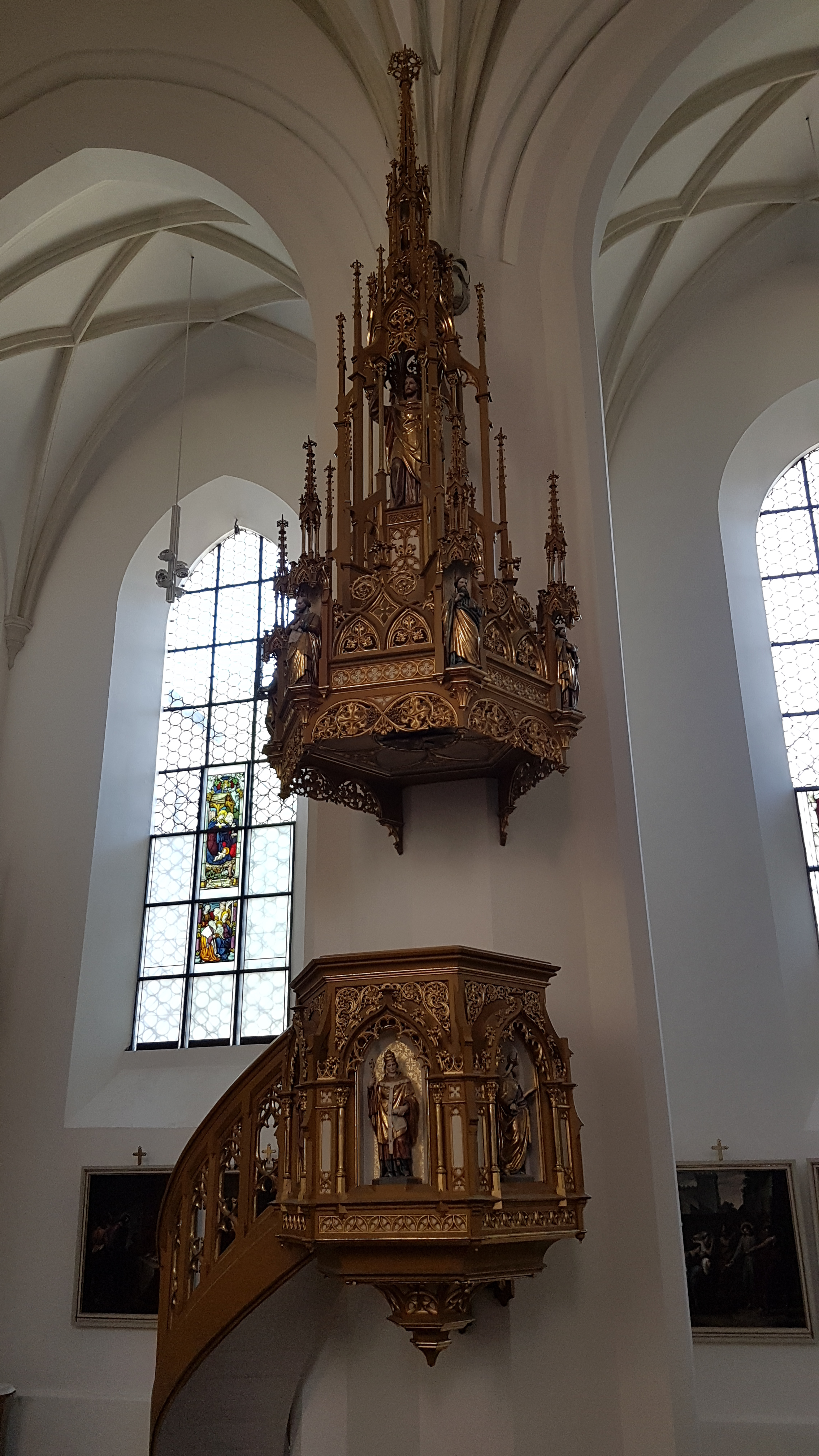
Kanzel in der Kirche Mariä Himmelfahrt in Bad Tölz

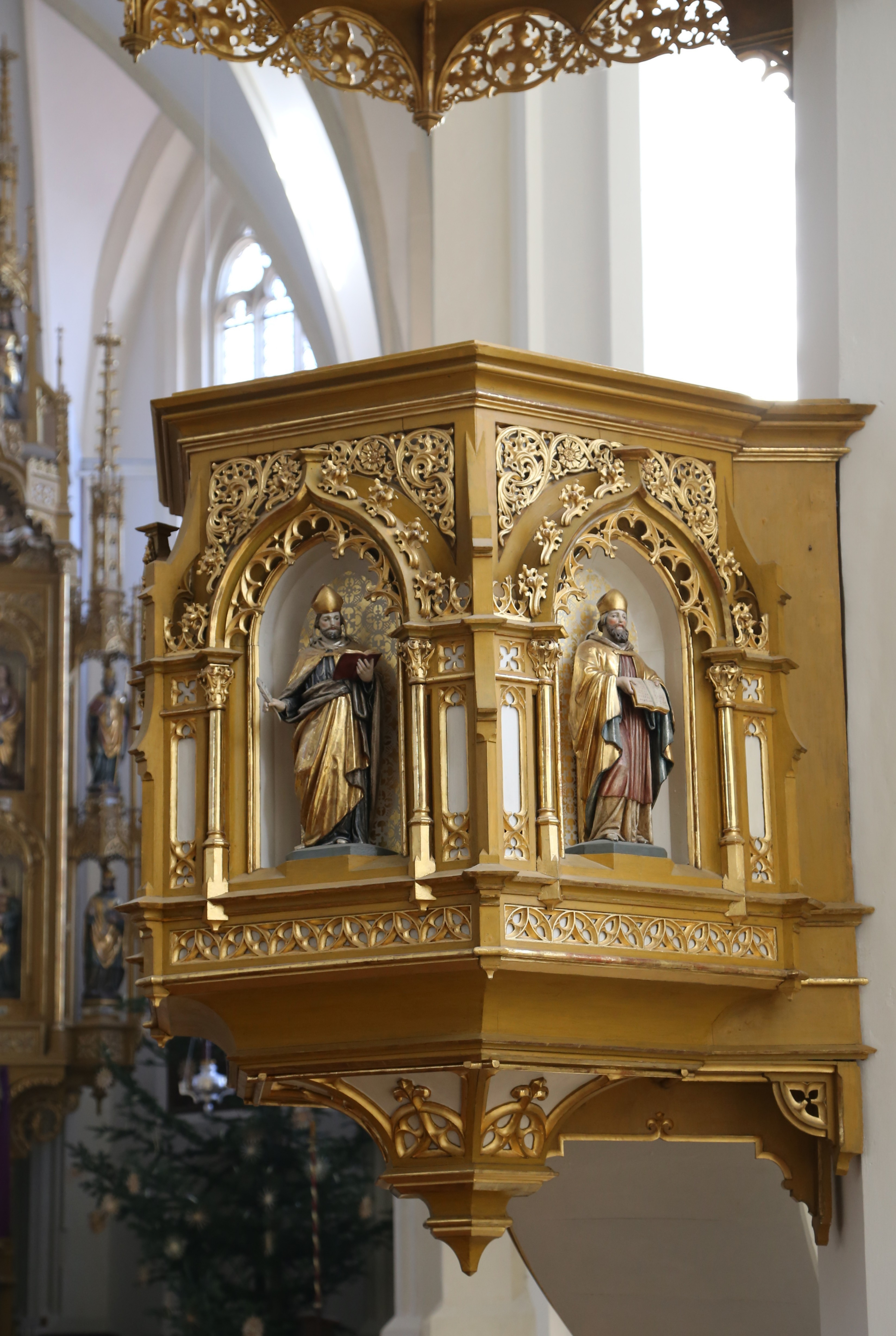
Kanzelkorb mit lateinischen Kirchenvätern

Die Kanzel in der katholischen Pfarrkirche Mariä Himmelfahrt in Bad Tölz, einer Stadt im oberbayerischen Landkreis Bad Tölz-Wolfratshausen, wurde um 1860 geschaffen. Die Kanzel ist ein Teil der als Baudenkmal geschützten Kirchenausstattung.
Die hölzerne Kanzel im Stil der Neugotik wurde vom Schreiner Georg Meindl aus Tölz geschaffen.
Am Kanzelkorb stehen in Nischen Statuetten der lateinischen Kirchenväter, auf dem sechseckigen Schalldeckel die Evangelisten unter Baldachinen und in  einem durchbrochenen Turm als Bekrönung der Salvator mundi. An der Unterseite des Schalldeckels ist die Heiliggeisttaube zu sehen.